# Bhumika
Bhumika (hindi: भुमिका, urdu: بھُمِکا,tłum. Rola) to dramat indyjski z 1977 roku wyreżyserowany przez Shyam Benegala (Mausam, Trikaal, Nishaant). W rolach głównych Smita Patil i Amol Palekar. W drugoplanowych – Anant Nag, Naseeruddin Shah i Amrish Puri. To dramat kobiety uwikłanej w więzi z mężczyznami, którzy nie umieją spełnić jej pragnienia miłości i wolności. Bohaterka grając różne role (nie tylko na ekranie) wciąż nie może zagrać w życiu siebie. 
Film powstał w oparciu o biografię gwiazdy filmów w języku marathi z lat 40. – Hansa Wadkar, której życie było wówczas wyzwaniem dla wielu. Smita Patil grając ją odtworzyła jej życie grając najpierw ją jako nastolatkę, z czasem kobietę dojrzałą cierpieniem. Za swoją kreacje otrzymała w 1978 National Film Award dla Najlepszej Aktorki.
Oprócz dwóch indyjskich nagród National Film Awards i Nagroda Filmfare dla Najlepszego Filmu nagrodzono go Golden Plague na Carthage Film Festival 1978, Chicago Film Festival, a w 1986 zaproszono go na Festival of Images, Algeria.

## Fabuła
Smutna twarz sławnej aktorki filmowej Ushy Dalvi (Smita Patil). W domu czeka na nią zazdrosny mąż, nie broniąca jej przed upokorzeniami matka i bezsilna córka. Rozgniewana Usha opuszcza dom. To odejście konfrontuje ją z jej przeszłością.
Konkan w stanie Maharasztra. Mała dziewczynka wciąż gdzieś uciekająca, wciąż do czegoś przymuszana. Nie chce od swojej sławnej babki uczyć się klasycznego śpiewu indyjskiego. Złości ją droczący się z nią Keshav (Amol Palekar). Dorosły mężczyzna żartuje sobie z dziewczynką przepowiadając, że kiedyś zostanie jego żoną. Kiedy umiera jej ojciec nie ma już komu bronić ją przed szarpiącą nią matką. Keshav przekonuje matkę i babkę dziewczynki, że od głodu ocalić je (i jego) może tylko głos Ushy. Dziewczynka zaczyna pracować w wytwórni filmowej. Gdy dorasta czuje się zobowiązana zapłacić Keshawovi za jego troskę o rodzinę. Poślubia go. Ku zaskoczeniu zakochanego w niej partnera ekranowego Rajana. Niestety wbrew jej oczekiwaniom mimo narodzin córeczki Keshav nie chce, by zrezygnowała z kariery w kinie. Jej dochody są podstawowym źródłem utrzymania całej rodziny. Godzi się nawet na to, by Ashi grała w parze z zakochanym w niej nadal Rajanem, ale zżerająca go zazdrość doprowadza do kryzysu w małżeństwie. W życiu Ushi pojawiają się inni mężczyźni. Filozofujący ateista, reżyser Sunil (Naseeruddin Shah), czy bogaty biznesmen Vijayak (Amrish Puri).

## Obsada
- Smita Patil – Usha
- Anant Nag – Rajan
- Amol Palekar – Keshav Dalvi
- Amrish Puri – Vinayak Kale
- Naseeruddin Shah – Sunil Verma
- Kulbhushan Kharbanda – producent filmowy

## Nagrody
- 1978 – Nagroda Filmfare dla Najlepszego Filmu
- 1978 – National Film Award dla Najlepszej Aktorki – Smita Patil
- 1978 – National Film Award za Najlepszy Scenariusz – Satyadev Dubey, Shyam Benegal i Girish Karnad